# Thannenkirch
Thannenkirch [tanənkiʁʃ]  (Dànnekìrich en alsacien) est une commune française située en Alsace, dans la circonscription administrative du Haut-Rhin et, depuis le 1er janvier 2021, dans le territoire de la Collectivité européenne d'Alsace, en région Grand Est.

## Géographie

### Localisation
Thannenkirch, un petit village de montagne, est situé sur une hauteur en forme de replat culminant à 630 mètres (Melkerhof) au pied du massif du Taennchel. La mairie se trouve à 480 mètres. Le village est arrosé par le Bergenbach qui prend sa source depuis les forts du massif du Taennchel. Le village se trouve aussi non loin du château du Haut-Koenigsbourg ; une route les relie.
C'est une des 188 communes du parc naturel régional des Ballons des Vosges.

### Communes limitrophes
Les communes limitrophes sont  Bergheim, Ribeauvillé, Rodern et Saint-Hippolyte.
|             | Rodern       |          |
|             | Thannenkirch |          |
| Ribeauvillé |              | Bergheim |

### Écarts et lieux-dits
- Bienette
- Fox-Farm
- Melkerhof
- Rotzel
- Schillig
- Schwyz

### Cours d'eau
- Bergenbach
- Thannenkircherbach : affluent de l'Ill -Ruisseau traversant les communes de Thannenkirch et Bergheim
- Horgiessen

### Hydrographie
La commune est dans le bassin versant du Rhin au sein du bassin Rhin-Meuse. Elle n'est drainée par aucun cours d'eau,.

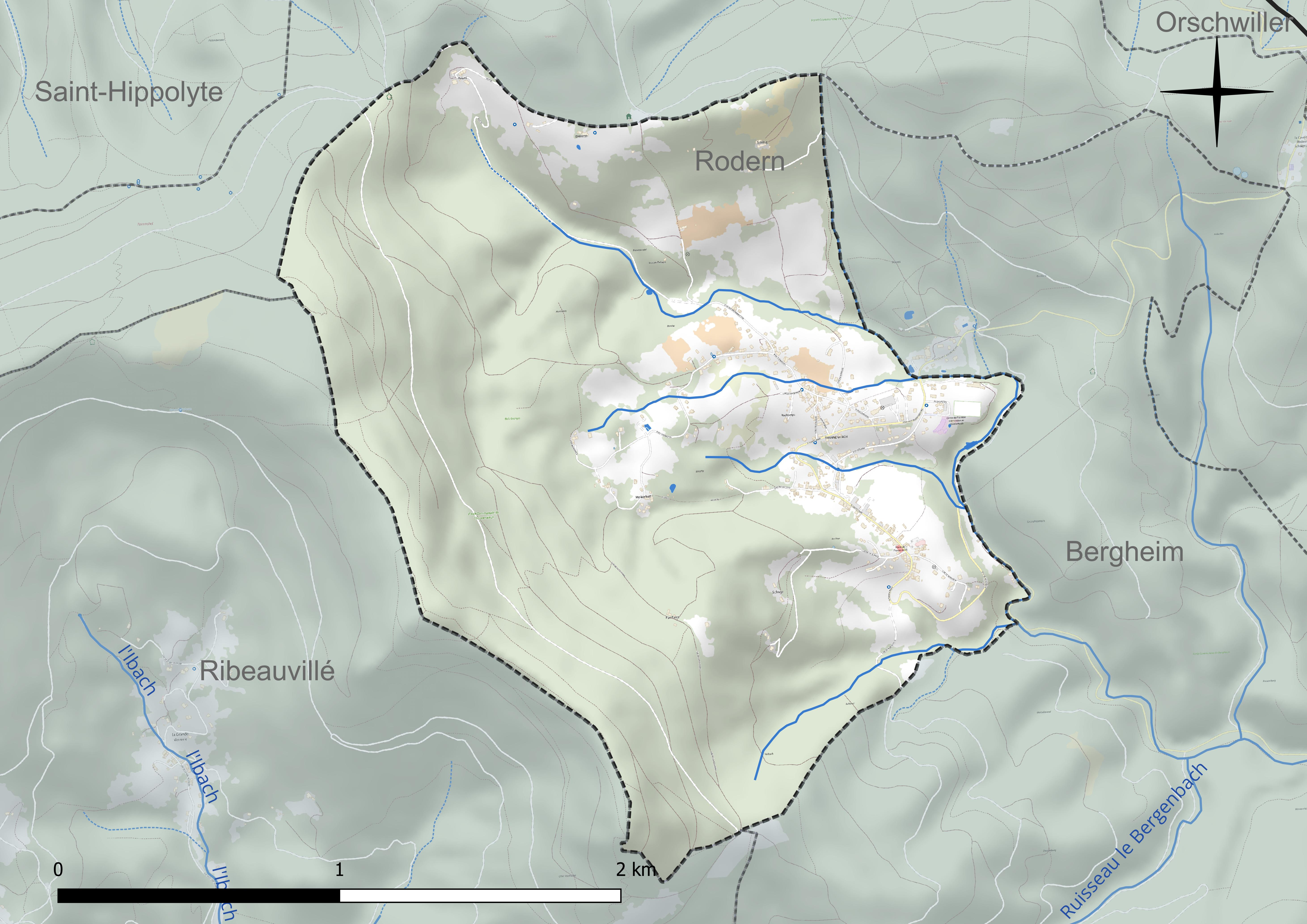
Réseau hydrographique de Thannenkirch.

### Climat
Pour des articles plus généraux, voir Climat du Grand Est et Climat du Haut-Rhin.
En 2010, le climat de la commune est de type climat de montagne, selon une étude du Centre national de la recherche scientifique s'appuyant sur une série de données couvrant la période 1971-2000. En 2020, Météo-France publie une typologie des climats de la France métropolitaine dans laquelle la commune est exposée à un climat semi-continental et est dans la région climatique  Vosges, caractérisée par une pluviométrie très élevée (1 500 à 2 000 mm/an) en toutes saisons et un hiver rude (moins de 1 °C). 
Pour la période 1971-2000, la température annuelle moyenne est de 9,2 °C, avec une amplitude thermique annuelle de 16,8 °C. Le cumul annuel moyen de précipitations est de 1 169 mm, avec 10,6 jours de précipitations en janvier et 10,3 jours en juillet. Pour la période 1991-2020, la température moyenne annuelle observée sur la station météorologique de Météo-France la plus proche, « Ribeau. - Verre », sur la commune de Ribeauvillé à 4 km à vol d'oiseau, est de 10,3 °C et le cumul annuel moyen de précipitations est de 994,9 mm. 
La température maximale relevée sur cette station est de 36,2 °C, atteinte le 25 juillet 2019 ; la température minimale est de −18,8 °C, atteinte le 20 décembre 2009,,. 
Les paramètres climatiques de la commune ont été estimés pour le milieu du siècle (2041-2070) selon différents scénarios d'émission de gaz à effet de serre à partir des nouvelles projections climatiques de référence DRIAS-2020. Ils sont consultables sur un site dédié publié par Météo-France en novembre 2022.

## Urbanisme

### Typologie
Au 1er janvier 2024, Thannenkirch est catégorisée commune rurale à habitat dispersé, selon la nouvelle grille communale de densité à sept niveaux définie par l'Insee en 2022.
Elle est située hors unité urbaine. Par ailleurs la commune fait partie de l'aire d'attraction de Colmar, dont elle est une commune de la couronne,. Cette aire, qui regroupe 95 communes, est catégorisée dans les aires de 50 000 à moins de 200 000 habitants,.

### Occupation des sols

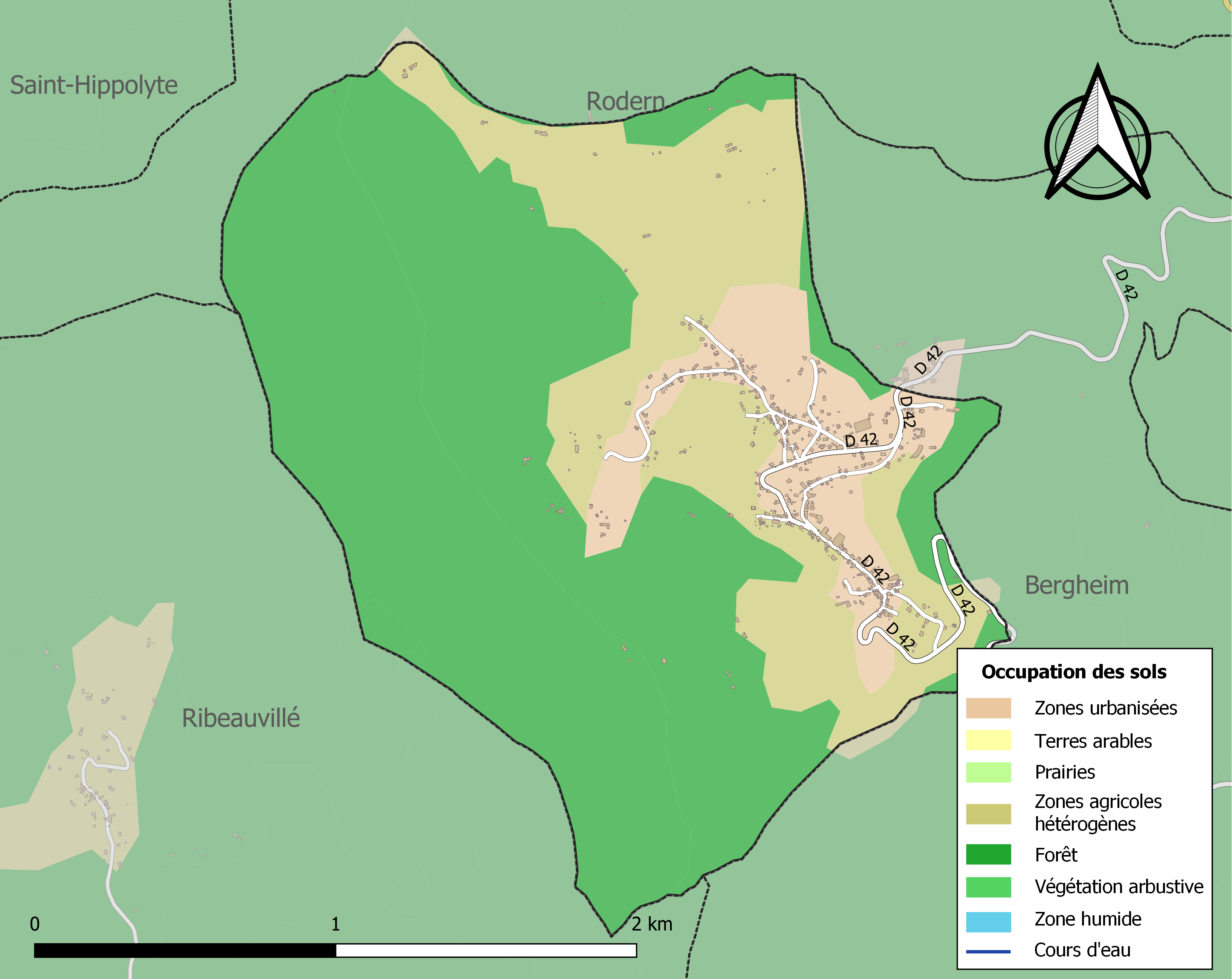
Carte des infrastructures et de l'occupation des sols de la commune en 2018 (CLC).

L'occupation des sols de la commune, telle qu'elle ressort de la base de données européenne d’occupation biophysique des sols Corine Land Cover (CLC), est marquée par l'importance des forêts et milieux semi-naturels (64,2 % en 2018), une proportion sensiblement équivalente à celle de 1990 (64,5 %). La répartition détaillée en 2018 est la suivante : 
forêts (64,2 %), zones agricoles hétérogènes (25,2 %), zones urbanisées (10,7 %). L'évolution de l’occupation des sols de la commune et de ses infrastructures peut être observée sur les différentes représentations cartographiques du territoire : la carte de Cassini (XVIIIe siècle), la carte d'état-major (1820-1866) et les cartes ou photos aériennes de l'IGN pour la période actuelle (1950 à aujourd'hui).

## Histoire

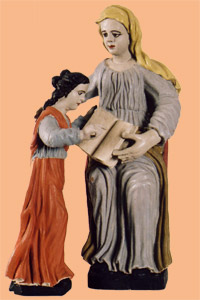
Sainte Anne apprenant la lecture à sa fille Marie.

### Origine du nom
D'après la légende, le village de Thannenkirch trouve ses origines grâce à un ancien ermitage qui aurait existé à partir du VIIIe siècle au pied du Taennchel à côté de la source Sainte-Anne. Vers le Xe siècle, un oratoire  dédié à sainte Anne à proximité de majestueux sapins est construit à proximité de l'ermitage. L'oratoire était connu sous le nom latin de "Capella Sancte Anna in Silva". Un peu plus tard, cet ermitage sera remplacé par une petite demeure où logèrent quelques religieux désireux de se soustraire de la mondanité et de la cupidité des hommes. Le nom du village a changé plusieurs fois au cours des siècles. En 1205, date de sa première apparition dans les archives, on trouve le nom du village sous la dénomination de Thankilch jusqu'en 1280. Puis entre 1320 et 1626, il est orthographié successivement Tannenkilch, Dannenkilch, Dannekilch, Annakilch, Sankt-Annakirch et finalement Thannenkirch.

### Le village appartient d'abord aux nobles deRathsamhausenpuis auxRibeaupierre

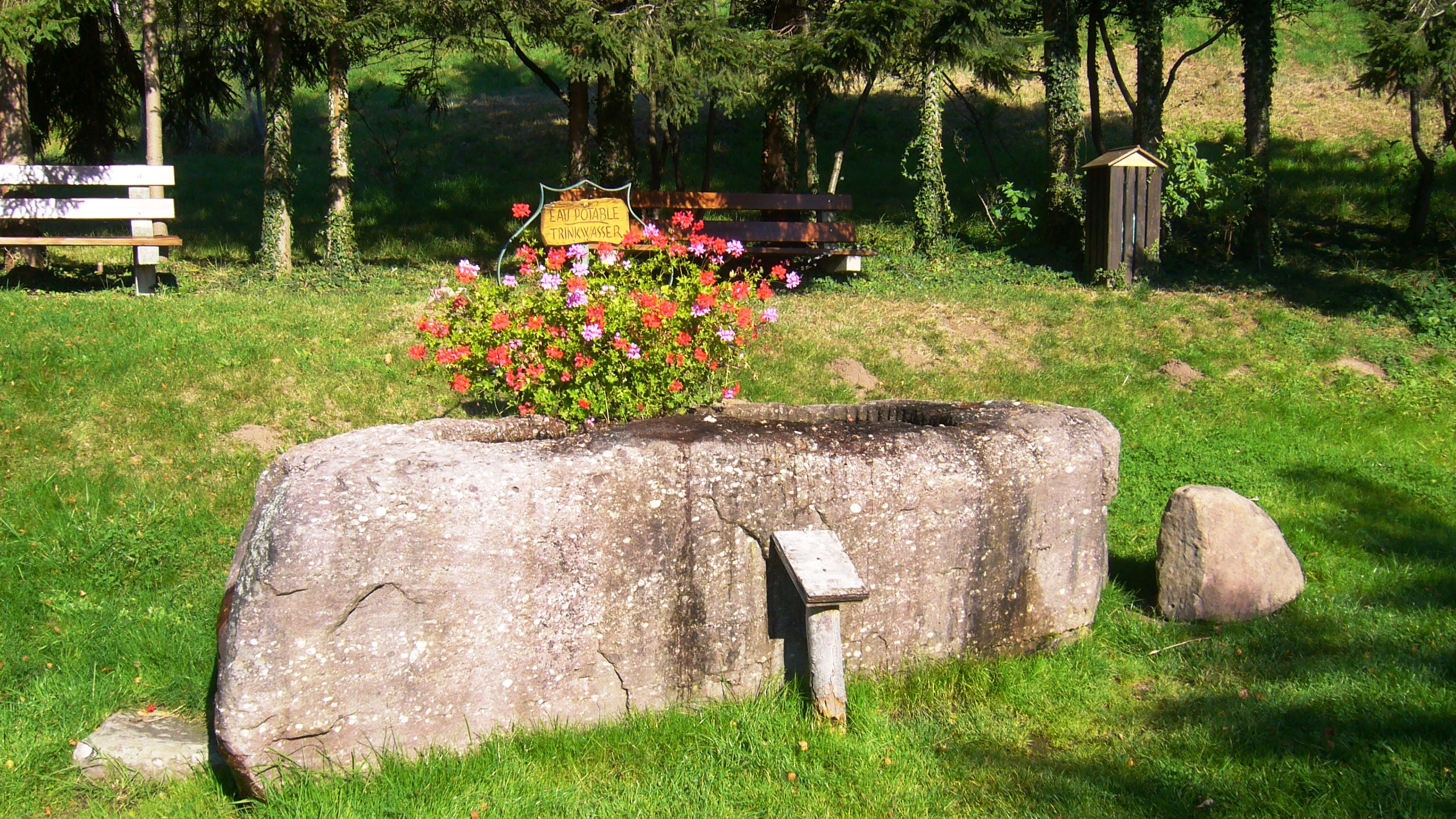
Ancienne fontaine du XVIIe siècle à Thannenkirch.

Le village est d'abord occupé par des bûcherons et des charbonniers lorrains qui s'y installent peu à peu. Au XIIIe siècle, le village est aux mains des nobles de Rathsamhausen, puis à partir de 1470, il passe aux sires de Ribeaupierre et reste en leur possession jusqu'à la Révolution. Cependant les sires de Ribeaupierre cèdent le village en fief à partir de 1520 à Guillaume de Walbach, qui doit rétrocéder en échange une partie des dîmes et redevances diverses. À la mort de ce dernier, Thannenkirch passe de nouveau entièrement sous la dépendance des Ribeaupierre. Vers 1585, les habitants de Thannenkirch doivent jurer fidélité au nouveau seigneur des lieux : Egenolf de Ribeaupierre. À la mort de ce dernier, le fils d'Egenolf, encore mineur, est contraint de céder le village en fief, pour la somme de 1 400 florins, à un certain Michel Theurer de Strasbourg.

### Des cas de sorcellerie

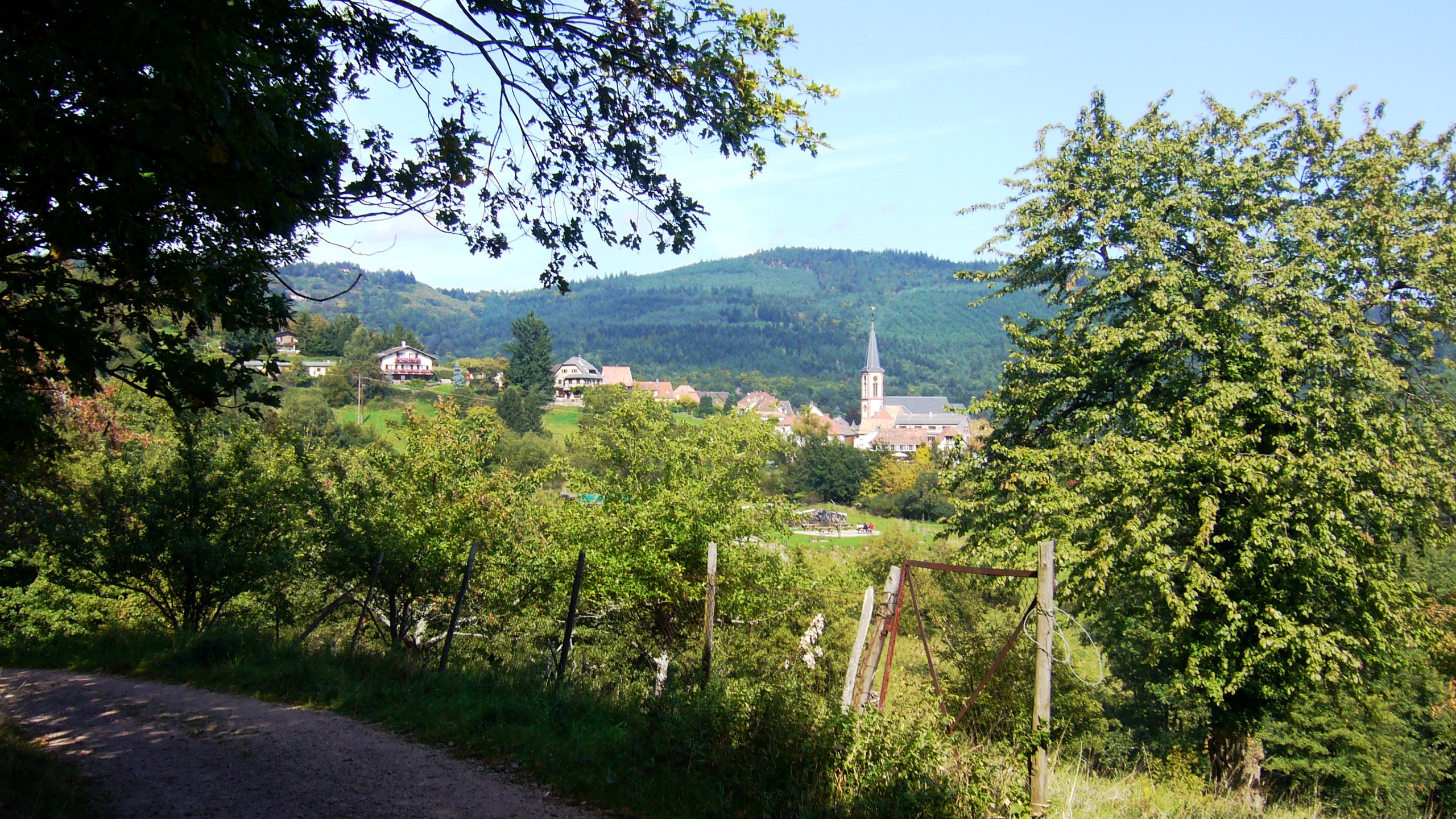
Vue sur le village de Thannenkirch depuis la sortie sud.

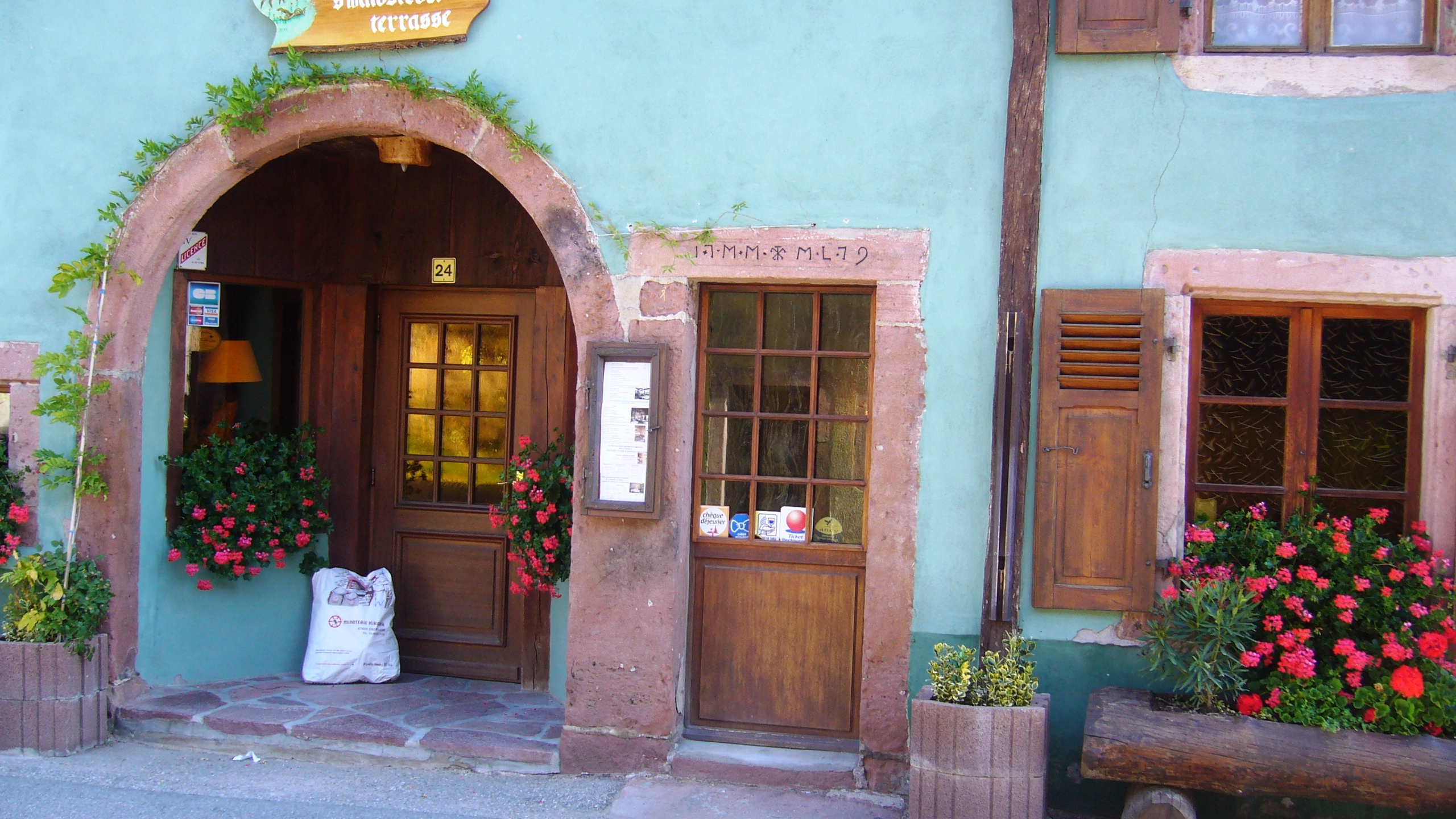
Ancienne maison de 1779 à Thannenkirch aujourd'hui transformée en restaurant.

1588 est l'année où des cas de sorcellerie sont signalés. Presque tous les villages de la région sont en proie à des cas de sorcellerie. Entre 1583 et 1630 quarante quatre femmes sont accusées de sorcellerie à Bergheim le village d'à côté. Elles seront condamnées à mort et mises sur un bûcher.
Les habitants de Thannenkirch (St. Annakerich) ne furent jamais mêlés à ces procès. Cependant, le prévôt du lieu, un certain Hans von Rumelsberg eut la malencontreuse idée d'être trempé dans une affaire de sorcellerie. Une femme de Rorschwyr (Rorschwihr) dont le nom est Barbara se rendra dans une forêt proche de Thannenkirch, à un moment où de gros nuages s'amoncelèrent au-dessus du massif du Taennchel. Poussés par le vent, ces nuages se dirigèrent tout droit vers le village de Rorschwihr, ce qui provoqua un ouragan d'une rare violence. Ce phénomène somme toute assez naturel, déclencha une superstition auprès des habitants.
Elle fut tenue responsable d'être à l'origine de cette tempête et accusée de sorcellerie. Le déclenchement de la tempête avait décimé une partie importante de la vigne et fait d'importants dégâts.  Sous le cas de la torture elle avoua être envoûtée par le prévôt de Thannenkirch, ce qui la mena à errer dans les bois. Les juges ne prêtèrent cependant pas foi à ces affirmations, elle fut accusée de sorcellerie et brûlée vive. De nombreux habitants du village de l'époque croient dur comme fer aux cas de sorcellerie. Selon certaines légendes qui circulaient, des sorcières hantaient le village à la recherche de proies faciles, dont les noms ont été divulgués et qui sont soigneusement répertoriés dans les archives de l'époque.
En 1790 on retrouve par exemple encore dans les archives des lieux-dits prétendus ensorcelés qui sont désignés nommément : im bösen Wald et "in der bösen Matt".

### La population de Thannenkirch en1588

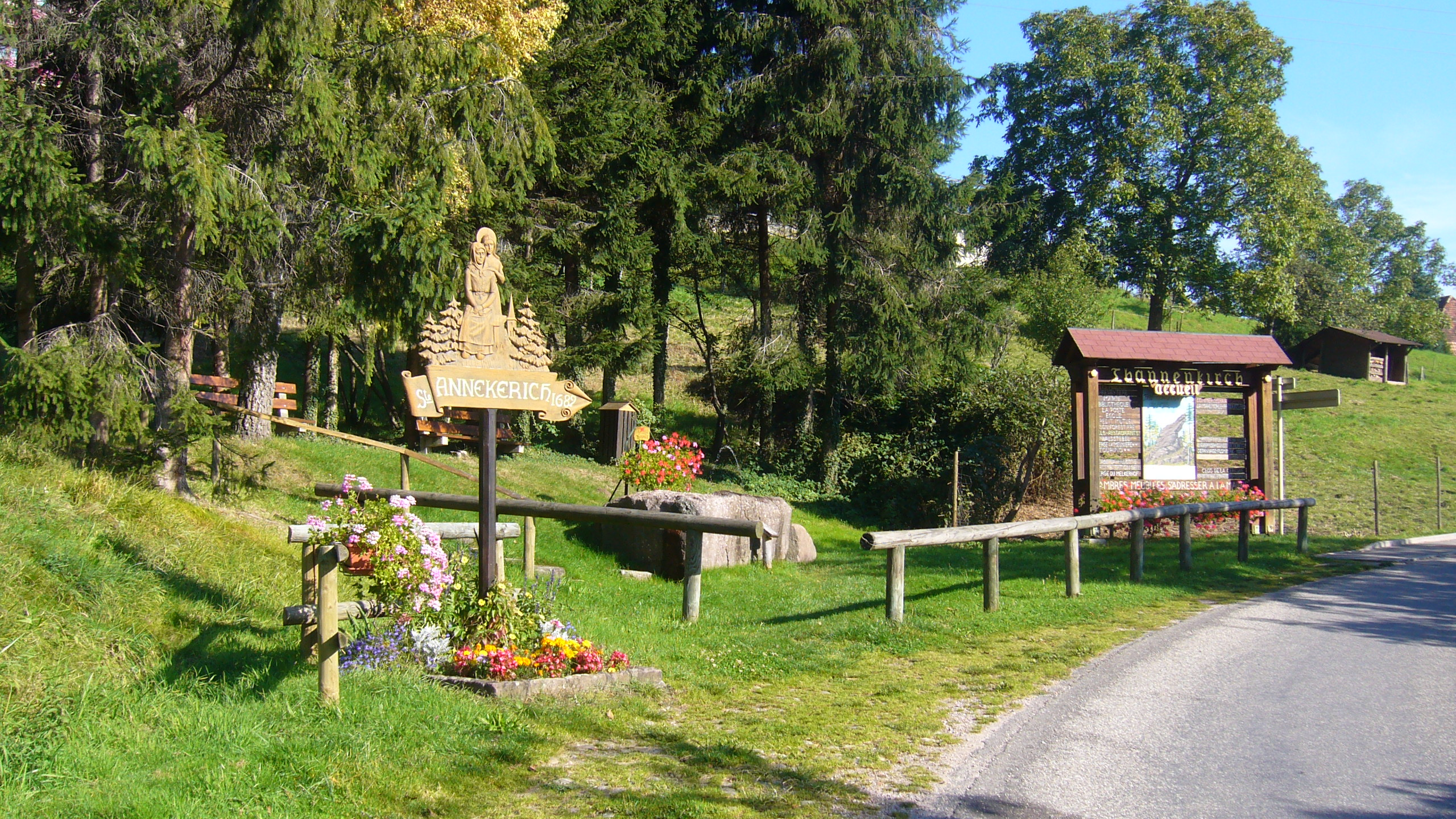
L'entrée du village de Thannenkirch en venant de Ribeauvillé.

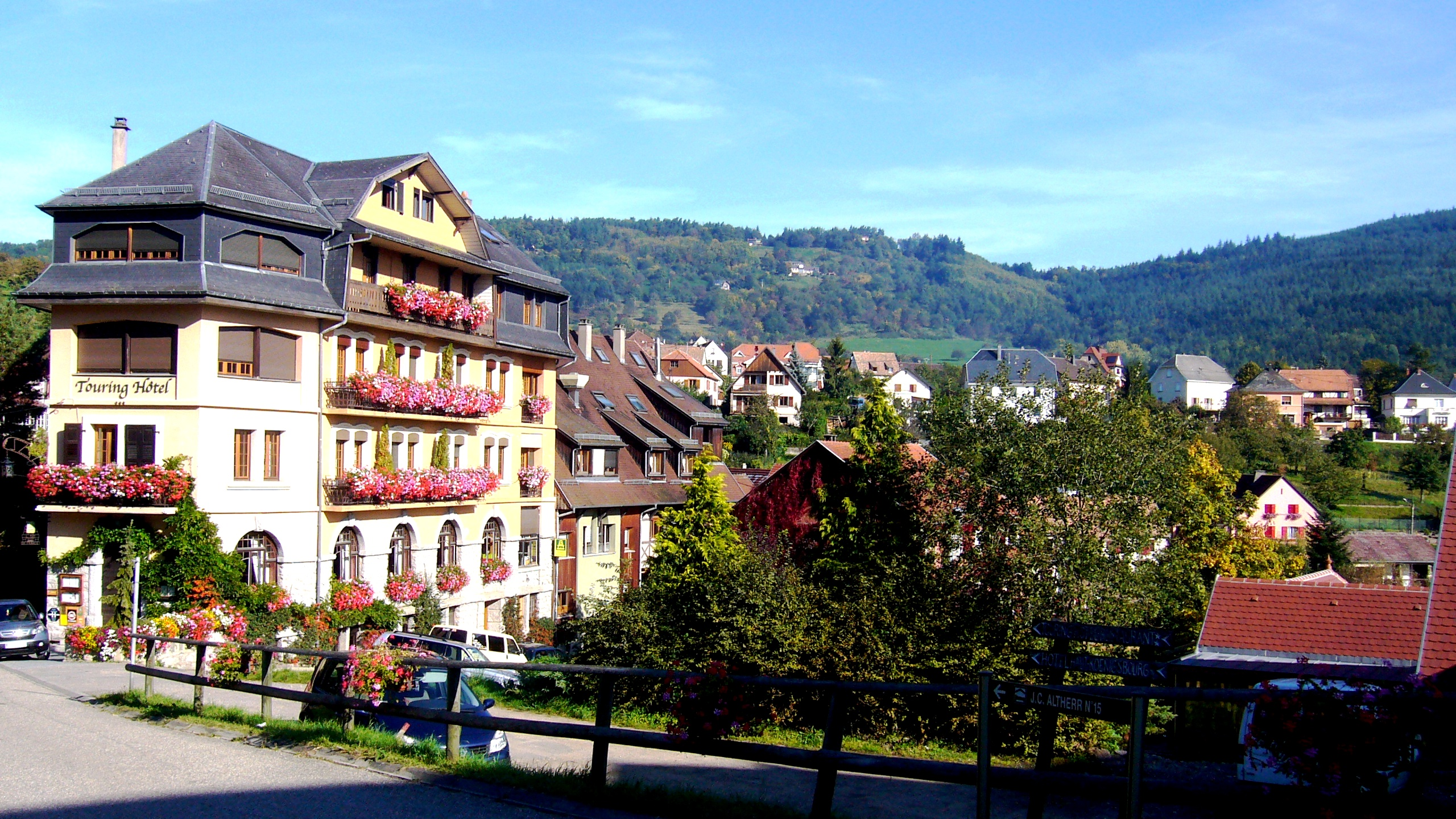
L'hôtel-restaurant Au Touring, à Thannenkirch.

À cette époque le village de Thannenkirch était peuplé de deux groupes linguistiques, l'un roman et l'autre alémanique. Le groupe roman était issu du Val d'Orbey et des Vosges et parlait le welche, l'autre communauté était composée d'une souche alémanique qui parlait l'allemand. On trouve à cette époque le « Schultheiss » Hans von Rumelsperg qui n'est d'autre que Jean de Remiremont qui avait la lourde charge de veiller aux droits du seigneur. On trouve aussi quelques artisans francophones dont les noms sont germanisés : Clauss « uf der Seegmühl » (Nicolas de la scierie), Hans der Koler (le charbonnier), Claus Kleindieterich (Nicolas Petitdidier), Zimmermann (le charpentier), Hans der nagelschmid (le forgeron de clous). Tous ces noms ont disparu dans la tourmente de la guerre de Trente Ans. En 1648 un seul nom existait encore : Rumelsperg (1588) qui emprunte alors la forme de Rimelspurger, puis Rimelsbourg. La dernière personne porteuse de ce nom, Élisabeth Rimelsbourg est décédée en 1793 et est aujourd'hui connue sous le nom de Demoulin.

### La guerre de Trente Ans
La guerre de Trente Ans et la peste décimèrent une grande partie du village entre 1618 et 1648. À la fin de la guerre de Trente Ans, Thannenkirch ne sera plus peuplé que par six familles. Les Ribeaupierre encouragèrent alors la venue d'habitants des autres vallées. À partir de 1650, on voit arriver une vague d'immigrants lorrains, suivie par des Suisses vers 1685 qui repeuplèrent le village.

### Thannenkirch se repeuple à nouveau
En 1776, le village de Thannenkirch est peuplé de 365 habitants. La même année, les propriétaires des houillères de Bergheim obtinrent l'autorisation de faire des sondages dans le ban de Thannenkirch. Après la Révolution, en l'an XII de la République, Thannenkirch compte déjà 554 habitants qui, au XVIIIe siècle s'adonnaient essentiellement à l'agriculture, tout en travaillant pour les tissages de Sainte-Marie-aux-Mines. À partir du XXe siècle, Thannenkirch verra s'élever du sol une série de confortables hôtels et de sanatoriums répondant aux besoins de plus en plus larges d'une partie de la population citadine à la recherche de l'air pur des montagnes.

### L'essor du textile auXIXesiècle
Au XIXe siècle, à la suite de l'essor du textile dans le val de Lièpvre, de nombreux habitants de Thannenkirch commencent à se rendre dans les industries de la vallée voisine, abandonnant peu à peu les travaux issus de la montagne : bois, charbon, élevage qui était le lot quotidien des habitants de ce village de moyenne montagne. Le tissage à bras à domicile se développe ainsi dans le village. Un tissage construit par les frères Blech de Sainte-Marie-aux-Mines est installé à Thannenkirch et fonctionne de 1924 à 1961.

### La célébration des anciennes coutumes

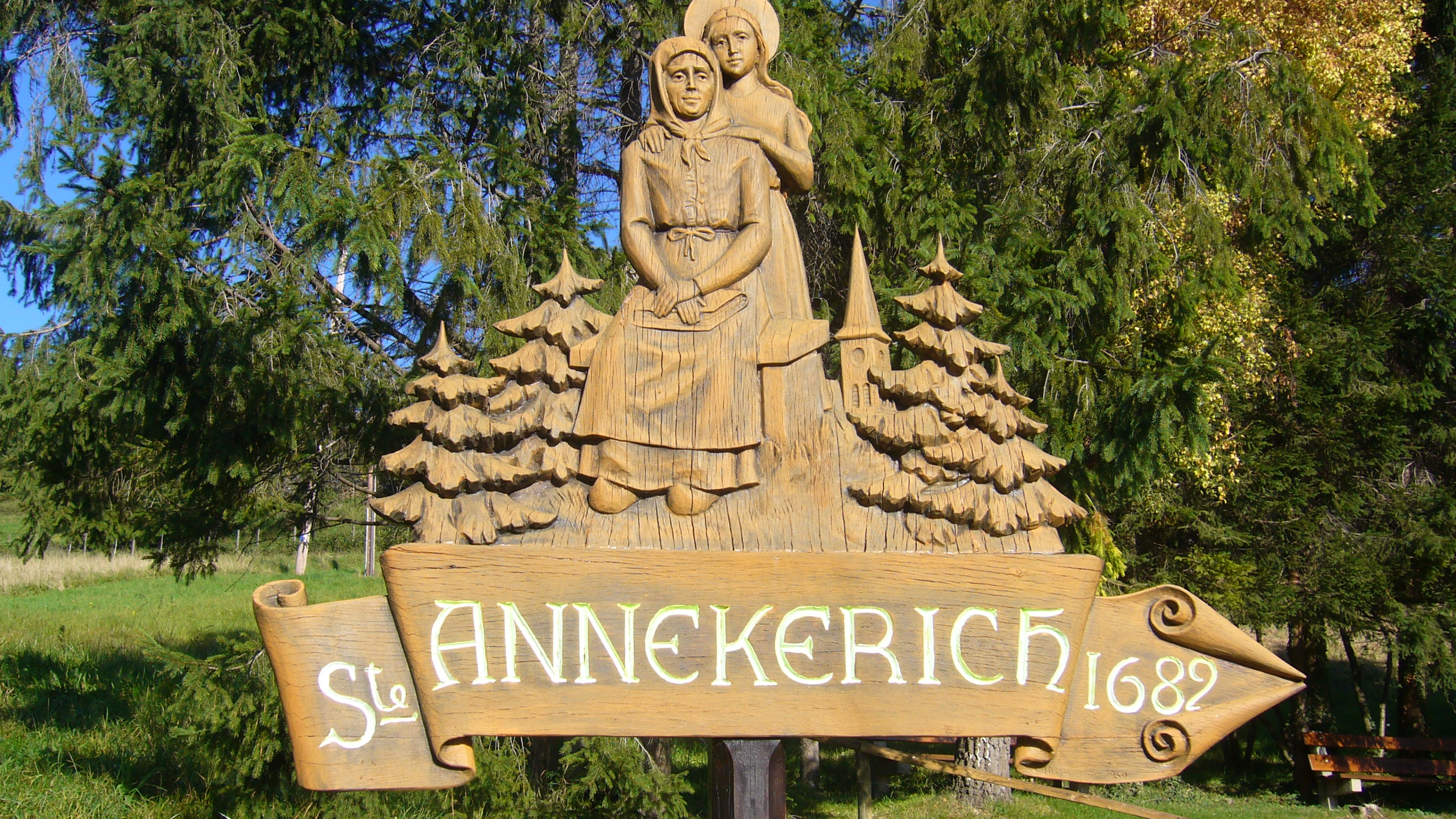
Sculpture en bois de sainte Annekerich à l'entrée du village.

Tous les ans, une procession a lieu le 26 juillet jour de la Sainte-Anne. Cette coutume est assez ancienne puisqu'elle existait depuis des temps immémoriaux. La source Sainte-Anne (St Annabrunnen) existe toujours en contrebas de la rue Sainte-Anne, à proximité de l'auberge de la Meunière. On y venait à pied de très loin, notamment du Val d'Orbey, du Val de Lièpvre par le sentier des tisserands, et d'ailleurs. La source Sainte-Anne était censée guérir toutes sortes de maux. D'après la légende, les épouses stériles venaient boire copieusement l'eau de cette fontaine qui devait les guérir et les rendre à nouveau fertiles.

### Héraldique
| Blason de Thannenkirch | Les armes de Thannenkirch se blasonnent ainsi : « parti : au premier d'argent au sapin de sinople, futé et arraché de sable, au second de gueules au portail d'église d'or, ouvert et ajouré du champ, sur une terrasse de sinople. » |

## Les périodes de guerre

### La Seconde Guerre mondiale
En 1940, l'occupant allemand installe la Kommandantur à l'hôtel Au Touring. Il impose l'ordre nazi avec la germanisation des esprits et l'enrôlement des Malgré-Nous. L'administration allemande change le nom de Thannenkirch qui sonne trop français. Elle supprime le H qui devint Tannenkirch. Ce changement de nom causa bien des soucis pour l'acheminement du courrier, puisqu'une confusion était perceptible entre le village badois qui porte le même nom et le village alsacien. Depuis 1958, l'orthographe du nom du village a repris son ancien nom d'origine : Thannenkirch.

## Destination touristique

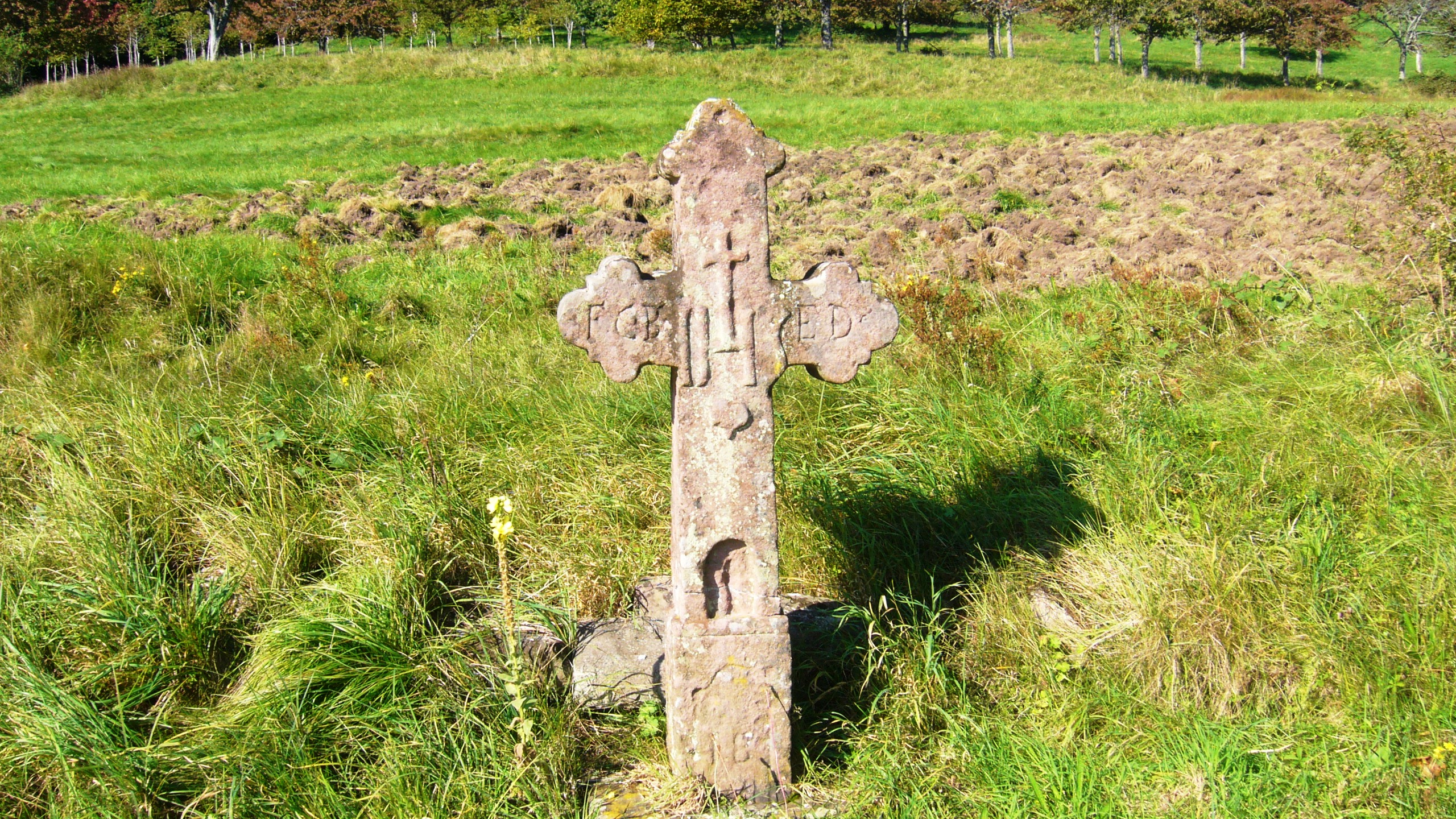
Ancien calvaire du XIXe siècle à la sortie du village de Thannenkirch.

Après la reconstruction du  château du Haut-Koenigsbourg et l'avènement du tourisme de masse, le village de Thannenkirch commence à faire parler de lui comme un endroit où il fait bon vivre. Le village est alors réputé pour sa cure d'air et de repos. L'avènement du tourisme entre les deux guerres est le prélude à un développement du village. Aujourd'hui Thannenkirch est un lieu de repos et de villégiature fort prisés par les amoureux de la nature attirés par la proximité du massif du Taennchel classé zone de tranquillité. Depuis le village de Thannenkirch on peut entamer de nombreux circuits variés en se rendant soit au massif du Taennchel dont le point le plus haut culmine à 992 mètres, mais aussi aux trois châteaux des Ribeaupierre (Le Haut-Ribeaupierre, le Girsberg et le Saint-Ulrich). Thannenkirch a une autre particularité bien encrée dans la tradition: chaque début du mois de juillet on y fête joyeusement la cerise par un défilé de chars et de fanfares avec de nombreuses attractions.

## Vosges Fox-Farm: un élevage de renards

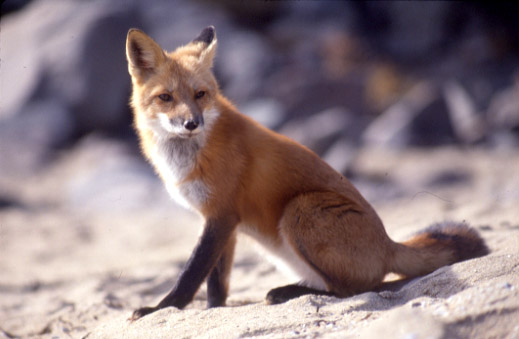
Renard roux (Vulpes vulpes).

En 1924 deux frères Jacques et Henri Bernheim créent la « Vosges Fox-Farm », un élevage de renards argentés. Jacques est industriel à Strasbourg et Henri, qui avait émigré aux États-Unis, possédait déjà une renardière. Les riches bourgeoises des années folles sont à cette époque de grandes consommatrices de belles fourrures. Celles des renards argentés sont très recherchées, a tel point qu'elles atteignent des prix faramineux jusqu'à 15 000 francs la pièce alors que le salaire moyen dépassait péniblement à l'époque 100 francs par semaine.  Arrive alors la crise de 1929. Le cours des peaux s'effondrent et après sept années d'existence à peine, la Renardière est liquidée, les habitations vendues. Les cages à renards, sont achetées par les habitants de Thannenkirch et transformées en poulaillers.

### Des oranges pour les renards
De façon totalement inopinée, les éleveurs de renards argentés avaient constaté que la beauté et l'originalité des peaux dépendaient de la qualité de la nourriture servie aux animaux et tout particulièrement à sa richesse en vitamines. C'est pourquoi la « Vosges-Fox-Farm » s'approvisionna régulièrement et en grandes quantités en oranges, citrons, raisins de Corinthe .. "Les renards mangeaient mieux que la plupart des habitants du village comme en témoignent quelques anciens. "Même si les renards ne mangeaient pas toute la nourriture qui leur était destinée". Nombreux, en effet furent les habitants de Thannenkirch et des environs qui découvrirent à cette époque les bienfaits des fruits exotiques.

## Politique et administration

### Budget et fiscalité 2015

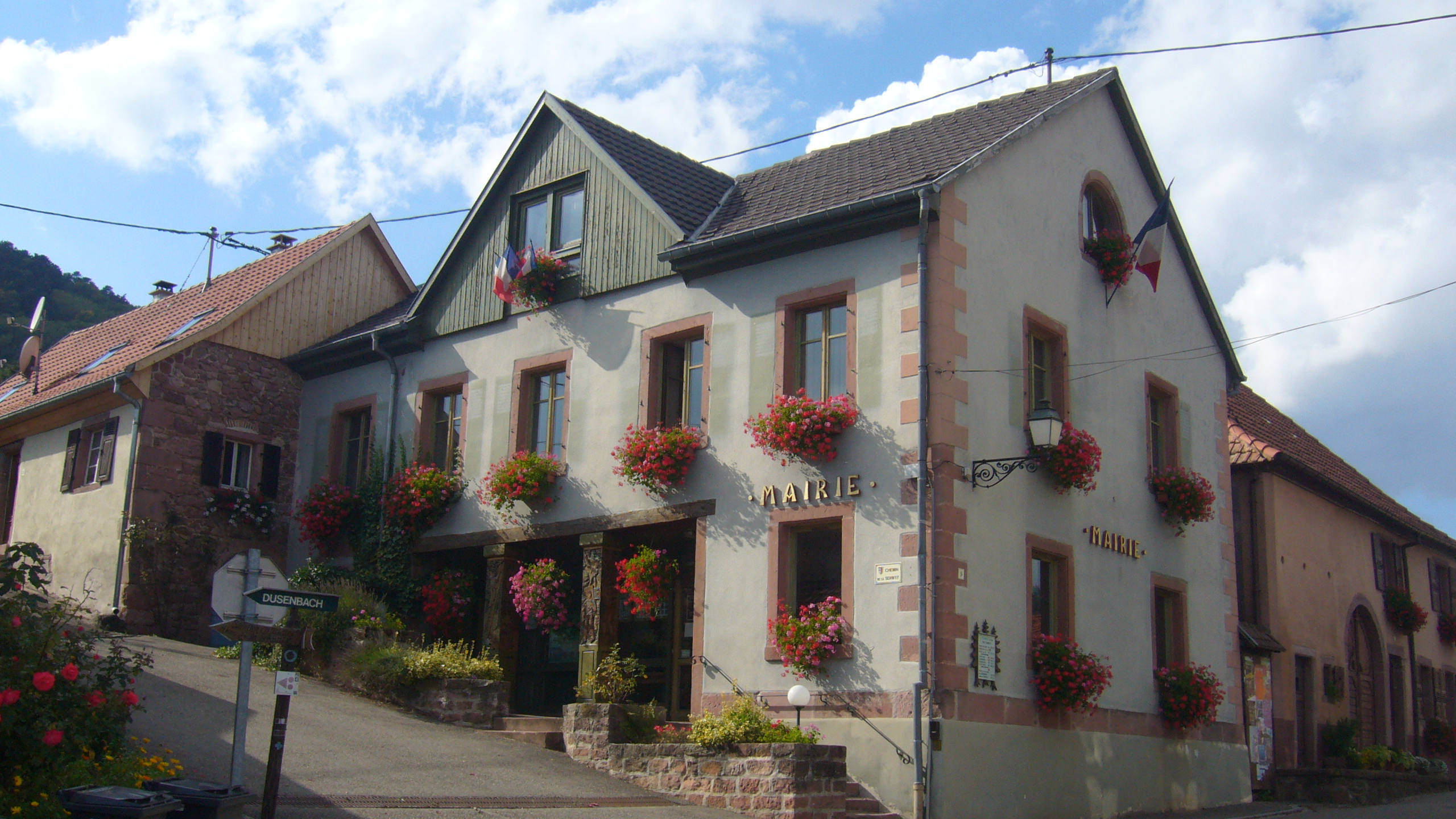
La mairie de Thannenkirch.

En 2015, le budget de la commune était constitué ainsi :
- total des produits de fonctionnement : 414 000 €, soit 897 € par habitant ;
- total des charges de fonctionnement : 321 000 €, soit 697 € par habitant ;
- total des ressources d’investissement : 138 000 €, soit 300 € par habitant ;
- total des emplois d’investissement : 81 000 €, soit 110 € par habitant.
- endettement : 204 000 €, soit 442 € par habitant.

Avec les taux de fiscalité suivants :
- taxe d’habitation : 12,62 % ;
- taxe foncière sur les propriétés bâties : 6,85 % ;
- taxe foncière sur les propriétés non bâties : 54,09 % ;
- taxe additionnelle à la taxe foncière sur les propriétés non bâties : 50,60 % ;
- cotisation foncière des entreprises : 22,00 %.

### Liste des maires
| Période                                  | Période  | Identité             | Étiquette | Qualité |
| ---------------------------------------- | -------- | -------------------- | --------- | ------- |
| mars 2001                                | 2008     | Pascal Bosshardt,    |           |         |
| mars 2008                                | 2014     | Joseph Eberhardt     |           |         |
| mars 2014                                | En cours | M. Dominique Carette |           |         |
| Les données manquantes sont à compléter. |          |                      |           |         |

## Démographie
L'évolution du nombre d'habitants est connue à travers les recensements de la population effectués dans la commune depuis 1793. Pour les communes de moins de 10 000 habitants, une enquête de recensement portant sur toute la population est réalisée tous les cinq ans, les populations de référence des années intermédiaires étant quant à elles estimées par interpolation ou extrapolation. Pour la commune, le premier recensement exhaustif entrant dans le cadre du nouveau dispositif a été réalisé en 2007.

En 2022, la commune comptait 457 habitants, en évolution de +1,33 % par rapport à 2016 (Haut-Rhin : +0,66 %, France hors Mayotte : +2,11 %).
| 1793 | 1800 | 1806 | 1821 | 1831 | 1836 | 1841  | 1846  | 1851  |
| ---- | ---- | ---- | ---- | ---- | ---- | ----- | ----- | ----- |
| 521  | 525  | 596  | 699  | 846  | 913  | 1 003 | 1 040 | 1 023 |

| 1856 | 1861 | 1866 | 1871 | 1875 | 1880 | 1885 | 1890 | 1895 |
| ---- | ---- | ---- | ---- | ---- | ---- | ---- | ---- | ---- |
| 894  | 923  | 960  | 909  | 916  | 869  | 845  | 854  | 779  |

| 1900 | 1905 | 1910 | 1921 | 1926 | 1931 | 1936 | 1946 | 1954 |
| ---- | ---- | ---- | ---- | ---- | ---- | ---- | ---- | ---- |
| 752  | 770  | 732  | 593  | 549  | 588  | 518  | 454  | 530  |

| 1962 | 1968 | 1975 | 1982 | 1990 | 1999 | 2006 | 2007 | 2012 |
| ---- | ---- | ---- | ---- | ---- | ---- | ---- | ---- | ---- |
| 402  | 395  | 396  | 367  | 336  | 446  | 494  | 501  | 443  |

| 2017 | 2022 | - | - | - | - | - | - | - |
| ---- | ---- | - | - | - | - | - | - | - |
| 463  | 457  | - | - | - | - | - | - | - |

## Lieux et monuments

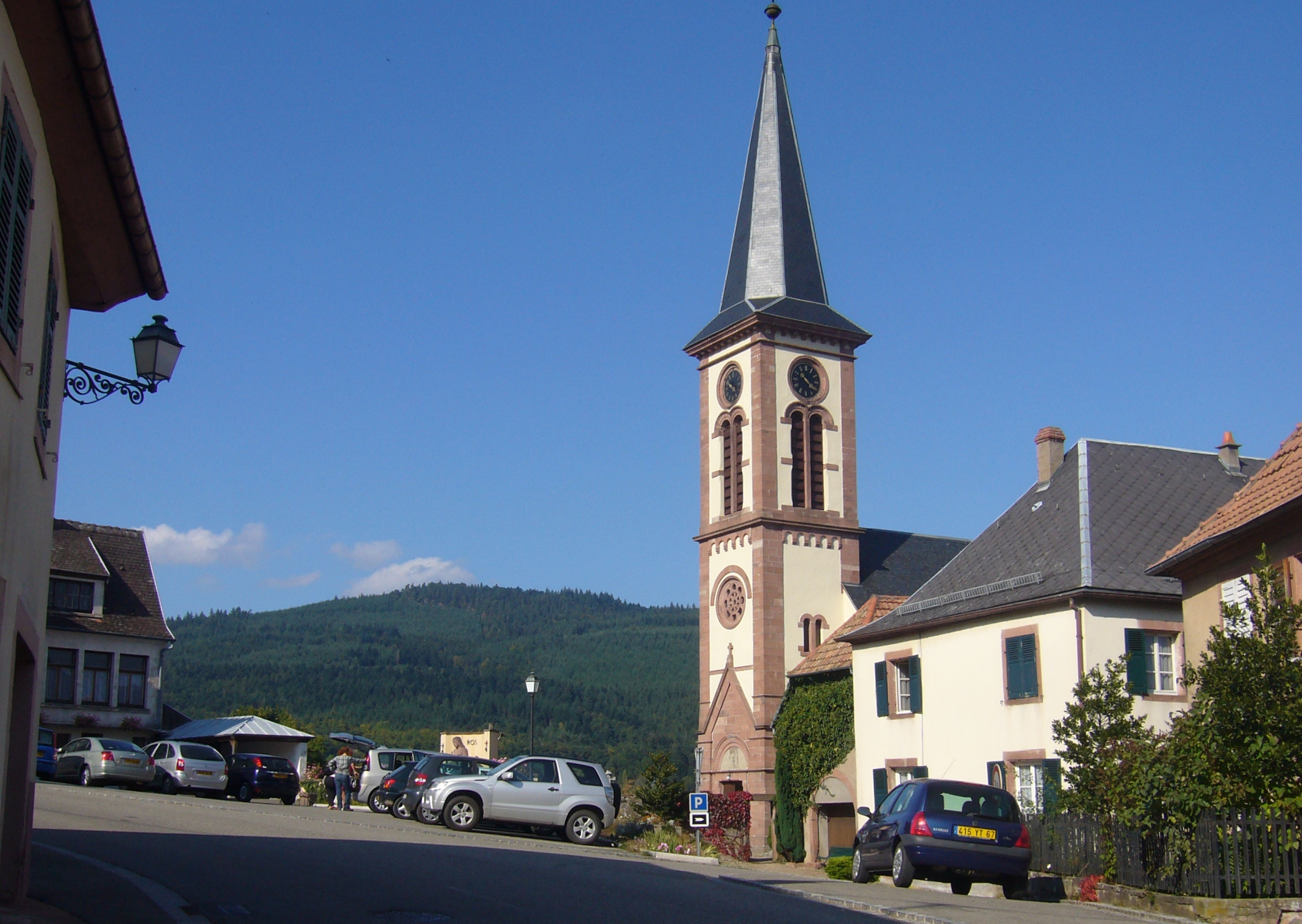
Église Sainte-Catherine.

### Église Sainte-Catherine

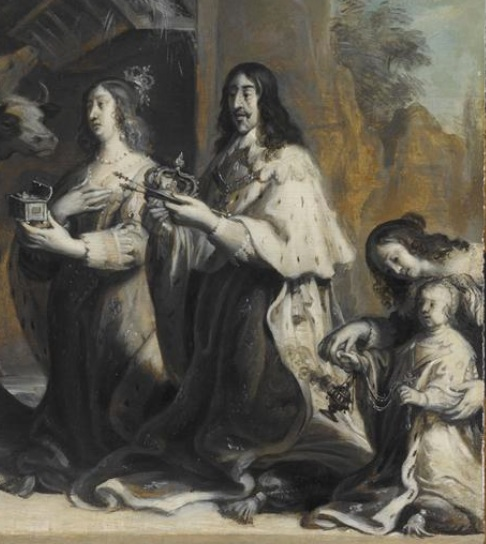
Louis, Anne d'Autriche et le dauphin Louis faisant des offrandes à la Vierge Marie (extrait).

Une chapelle dédiée à sainte Catherine existait déjà en 1343 et dépendait alors de l'église paroissiale de Bergheim. Elle s'élevait d'après la légende en pleine forêt. On raconte qu'un chevalier poursuivit une belle et noble demoiselle qui se réfugia dans cette chapelle. Mais loin de respecter le lieu, le chevalier, la rage au cœur, fut éconduit par notre belle demoiselle qui adressa un appel au Seigneur. Soudain, les murs de la chapelle se rétrécirent et se transformèrent rapidement en un sapin géant, qui enferma dans son tronc la jeune fille jusqu'à ce que son persécuteur se fut éloigné. Quelque temps plus tard, on édifia une nouvelle église à l'emplacement du sapin géant et c'est ainsi que naquit le village de Thannenkirch. En ces temps anciens, le patron de l'église de Bergheim, Frédéric d'Usenberg, autorisa les frères Jean et Jacques de Ratsamhouse (Rathsamhausen) à disposer du poste de curé de Thannenkirch suivant son bon plaisir, à condition toutefois de ne point causer aucun tort au curé de Bergheim. Entre 1470 et 1681, la paroisse est administrée par des prêtres qui sont dépêchés, mais la plupart de temps c'est le recteur de Bergheim qui vient officier.
En 1683, Thannenkirch devint une paroisse indépendante avec son propre curé et son presbytère. En 1697, le presbytère et l'église sont détruits par un incendie. Une nouvelle église est alors construite en 1769 et agrandie. Une tour y est ajoutée en 1898. La pose de la première pierre de l'église Sainte-Catherine remonte donc au 3 mai 1769. L'église est agrandie un siècle plus tard, en 1898 par une entreprise de Ribeauvillé, afin d'accueillir un nombre toujours plus important de fidèles. La nef est agrandie de 8 mètres et le clocher est démoli pour faire place à une nouvelle tour. Une nouvelle sacristie est construite à côté du chœur. L'église est restaurée en 1981, comportant de nouvelles boiseries sculptées par un artisan local, André Bosshardt.
L'orgue d'origine, qui a été transformé, avait été construit par Claude Ignace Callinet en 1836,.

### Bois polychrome de Saint-Wendelin
Bas-relief et son cadre représentant Saint Wendelin.

### Bois polychrome de sainte Odile et de saint Augustin
Bas-relief et son cadre représentant sainte Odile et saint Augustin,.

### Roche Borne de 1583, près du carrefour du Brigadier-Denny
Ce rocher a été utilisé en 1583 pour matérialiser les limites forestières entre les trois bans de Ribeauvillé, Bergheim et Thannenkirch.

### Oratoire Notre-Dame-des-Bois

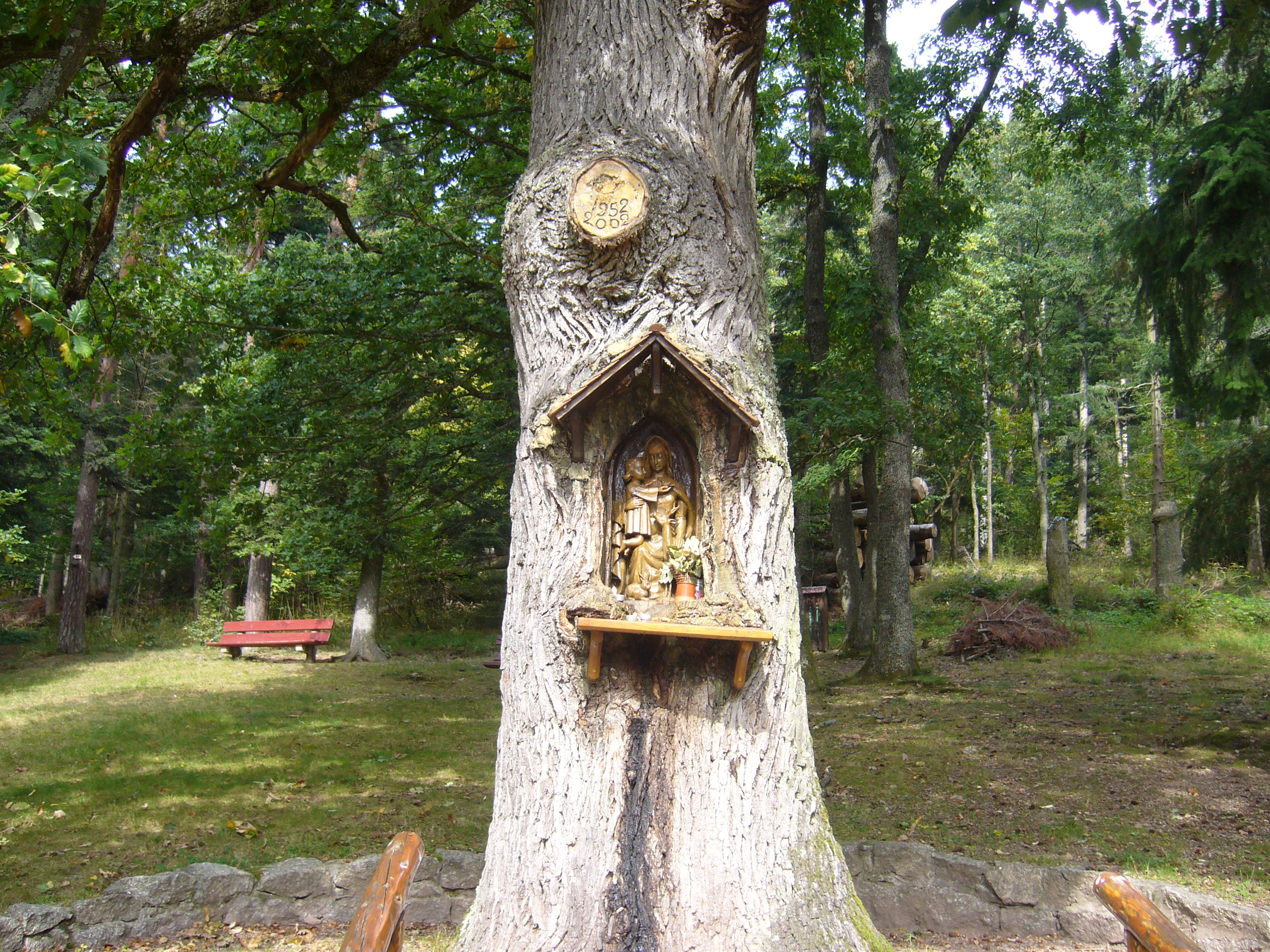
Petit oratoire de Notre-Dame-des-bois niché dans un arbre à Thannenkirch.

Situé près de l'ancienne maison forestière Wurzel, l'oratoire Notre-Dame-des-Bois est creusé dans un chêne ; il est l'œuvre d'un artiste de Thannenkirch, André Bosshardt,. Bénie le jour de l'Ascension en 1952, l'image de la Vierge fait l'objet chaque année d'une vénérable piété. Chaque année, le 15 août, une procession vers ce chêne a lieu en souvenir d'un vœu que fit Louis XIII (1601-1643) consacrant le royaume de France à la Sainte-Vierge.

### La croix du gibet de Thannenkirch

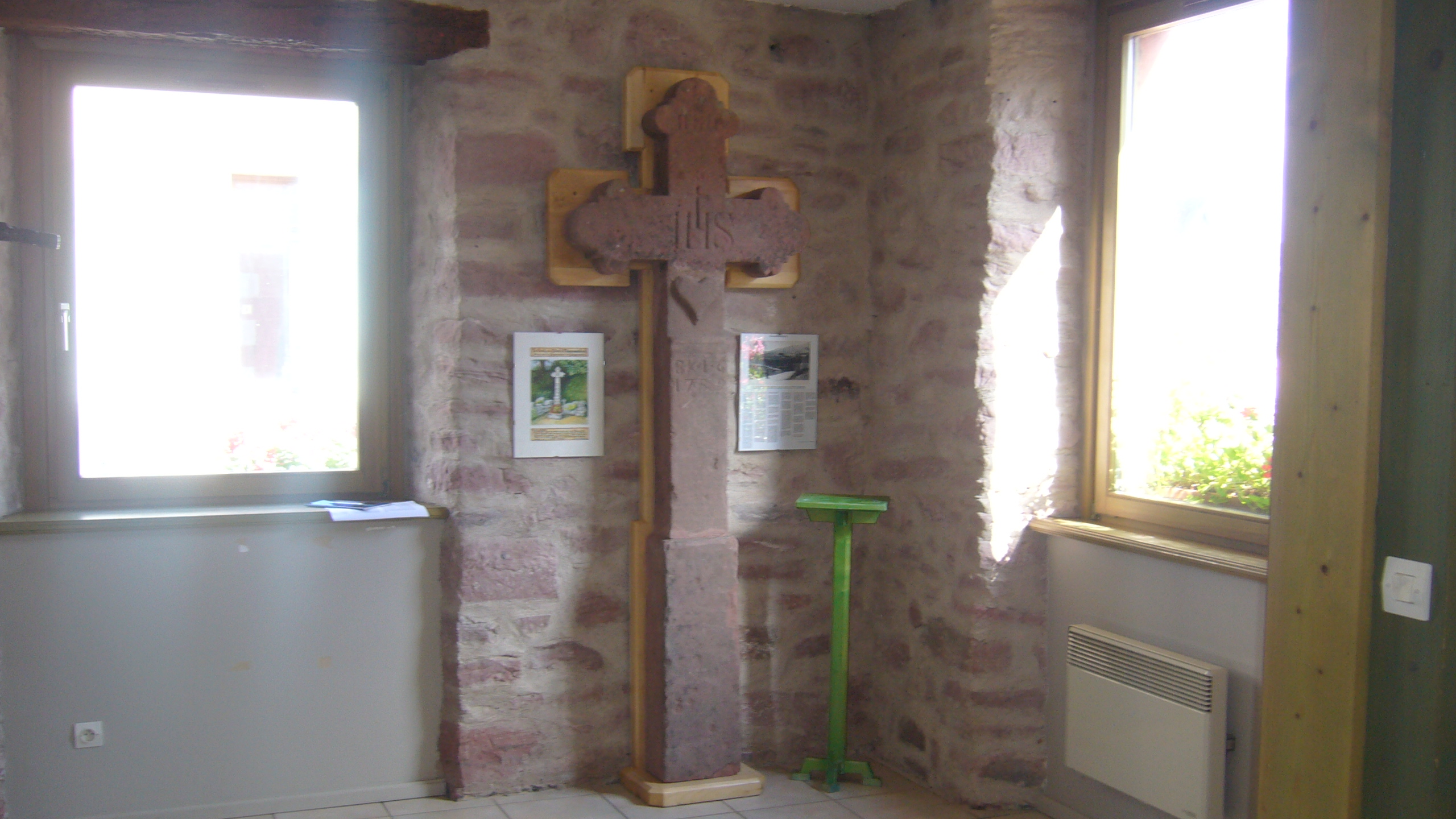
La croix du gibet de Thannenkirch située autrefois au Galgenacker ou Galgenrain exposée aujourd'hui dans le hall de la mairie.

Située autrefois sur le Galgenacker ou Galgenrain dont le millésime porte l'année 1759.  Elle a été renversée et abîmée à la libération en 1944. Par la suite, la croix a été restaurée puis installée en 2007 dans le hall de la mairie de Thannenkirch. À cet endroit au Moyen Âge, la justice de Ribeauvillé a fait exécuter des scélérats condamnés à mort et pendus à la potence. L'inscription « Stat Crux Dum Volvitur Orbis » signifie la croix demeure stable tandis que le monde change.

### Monuments commémoratifs
- Monument aux morts devant l'église[39],[40].
- Monument funéraire famille Bosshardt[41].

### Curiosités
- Attraction majeure, principale de Thannenkirch : l'exceptionnel massif du Taennchel, lieu naturel et sauvage[42].
- accès pédestre entretenu et balisé par le Club Vosgien : passage des sentiers de grande randonnée « GR5 » (balisé du rectangle rouge) et du « GR532 » (balisé du rectangle jaune).
- environnement végétal très riche et sauvage, préservé : fougères, myrtilles sauvages, herbes coupantes d'altitude (Irrkaut), sorbiers, sapins nordiques pectinés, pins sylvestres, hêtraies d'altitude, etc.
- altitude très élevée pour le secteur (moyenne établie tournant autour des 950 mètres) ; point culminant du massif : 990 mètres.
- vestiges d'un étrange et énigmatique « Mur Païen », dont l'explication et l'origine restent à ce jour, encore très incertaines.
- succession remarquable de formations rocheuses (granit dur avec conglomérat et poudingue).
- noms évocateurs portés par ces rochers : Cordonniers, Géants, Reptiles, Crocodile, Trois Grandes Tables, Rammelfels, La Paix d'Udine, Spitzigfels, Schuetzfels, Wachtfels, Wasserfels, Langfels, Kleinfels...
- panoramas très variés : vues respectivement, sur la forteresse du Haut-Koenigsbourg et le village de Thannenkirch à l'est (avec au fond, la Plaine d'Alsace) ; sur la vallée de la Lièpvrette et ses villages au nord (La Vancelle, Lièpvre, Sainte-Croix, etc.).
- Atelier de sculpture sur bois[43].
- Sentiers botaniques.

## Personnalités liées à la commune
Alexis Kohler

## Articles
- Haut-Rhin Magazine no 11, Septembre-Octobre 2006 : Vosges Fox-Farm.